# Углова (Якшур-Бодьїнський район)
Углова́ (рос. Угловая) — село в Якшур-Бодьїнському районі Удмуртії, Росія.
Населення — 142 особи (2010; 174 в 2002).
Національний склад (2002):
- росіяни — 74 %

## Урбаноніми[3]
- вулиці — Залізнична, Західна, Лісова, Робітнича, Східна